# کارورزی
کارورزی دوره‌ای از تجربهٔ کار است که توسط یک سازمان برای مدت زمان مشخصی ارائه می‌شود. کارورزی که زمانی محدود به دانش‌آموختگان پزشکی بود، برای تمرین دامنه گسترده‌ای از موقعیت‌های شغلی در کسب‌وکارها، سازمان‌های غیرانتفاعی و سازمان‌های دولتی به‌کار می‌رود. این جایگاه‌ها معمولاً توسط دانشجویان و دانش‌آموختگان که به دنبال کسب مهارت‌ها و تجربیات مرتبط در یک زمینه خاص هستند، اخذ می‌شوند. کارفرمایان از این گماردن سود می‌برند زیرا اغلب کارکنان را از بهترین کارورزان خود که دارای قابلیت‌های شناخته‌شده هستند، استخدام می‌کنند و در نتیجه در درازمدت در زمان و هزینه صرفه‌جویی می‌کنند. کارورزی معمولاً توسط سازمان‌های ثالثی سازماندهی می‌شود که کارورزان را به نمایندگی از گروه‌های صنعتی به‌کار می‌گیرند. قوانین در مورد اینکه چه زمانی کارورزان باید به‌عنوان کارکنان درنظر گرفته شوند، از کشوری به کشور دیگر متفاوت است. این نظام می‌تواند توسط کارفرمایان بی‌وجدان مورد سوءاستفاده قرار گیرد.
کارورزی برای مشاغل حرفه‌ای از برخی جهات مشابه است. مشابه کارورزی، کارآموزی، فراگیران را از مدارس حرفه‌ای به نیروی کار منتقل می‌کند. فقدان استانداردسازی و نظارت، اصطلاح «کارورزی» را در معرض تفسیرهای گسترده قرار می‌دهد. کارورزان ممکن است دانش‌آموزان دبیرستانی، دانشجویان دانشگاه‌ها یا بزرگسالان دارای تحصیلات تکمیلی باشند. این موقعیت‌ها ممکن است با حقوق یا بدون حقوق باشند و موقتی هستند. بسیاری از شرکت‌های بزرگ، به‌ویژه بانک‌های سرمایه‌گذاری، برنامه‌های «توجیهی» دارند که به‌عنوان یک رویداد پیش از کارورزی از یک روز تا یک هفته، چه حضوری و چه مجازی، برگزار می‌شوند.
معمولاً، کارورزی شامل تبادل خدمات برای کسب تجربه میان کارورز و سازمان است. از کارورزی برای تعیین اینکه آیا کارورز پس از تجربه واقعی هنوز به آن زمینه علاقه دارد یا خیر، استفاده می‌شود. علاوه‌بر این، می‌توان از کارورزی برای ایجاد یک شبکه حرفه‌ای استفاده کرد که می‌تواند به توصیه‌نامه‌ها کمک کند یا به فرصت‌های شغلی آینده منجر شود. مزیت استخدام یک کارورز در شغل تمام‌وقت این است که آن‌ها از پیش با شرکت آشنا هستند، بنابراین به آموزش کمی نیاز دارند یا اصلاً نیازی به آموزش ندارند. کارورزی به دانشجویان کنونی دانشگاه این امکان را می‌دهد که در زمینه موردنظر خود شرکت کنند تا در مورد یک شغل خاص آینده، در محیط کار واقعی آن آموزش ببینند و آن‌ها را برای کار تمام‌وقت پس از دانش‌آموختگی آماده کند.